# Campionato mondiale vetture sport 1954
Il Campionato mondiale vetture sport 1954, la cui denominazione ufficiale è World Sports Car Championship, è stata la 2ª edizione del Campionato mondiale vetture sport.
Organizzato dalla Federazione Internazionale dell'Automobile tramite la Commissione Sportiva Internazionale e riservato alle vetture sport senza limitazioni di cilindrata, è stato vinto dalla Ferrari con le 375 Plus e 750 Monza pilotate da Nino Farina, Umberto Maglioli, José Froilán González, Maurice Trintignant e Mike Hawthorn.

## Regolamento
Titoli

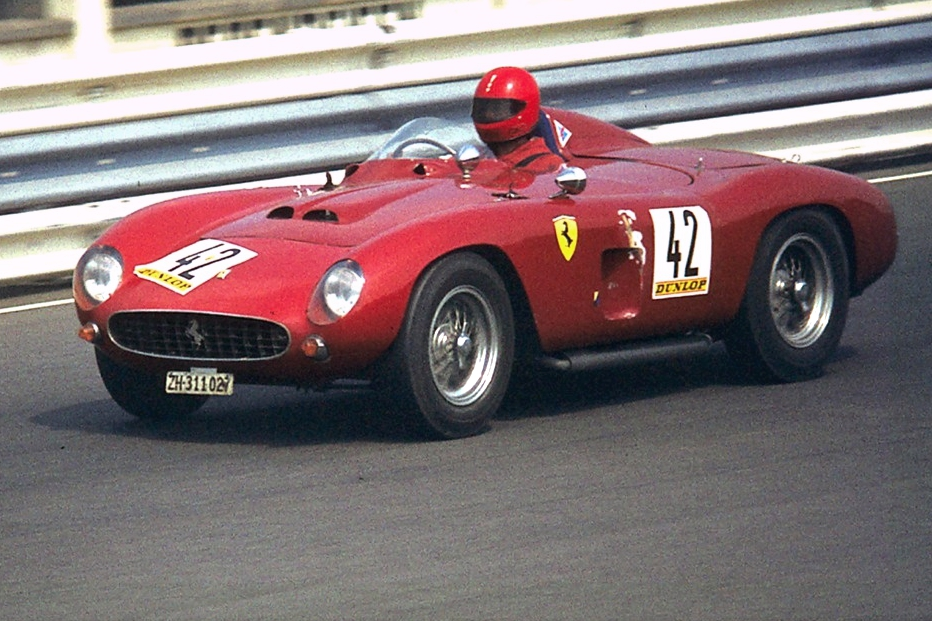
Una Ferrari 750 Monza

- Campionato del mondo vetture sport riservato ai costruttori di vetture sport

Categorie
- Sport: vetture biposto con carrozzeria aperta o chiusa e motori senza limitazioni di cilindrata, progettate e costruite appositamente per le competizioni ma dotate degli equipaggiamenti per l'uso stradale, suddivise in classi secondo la cilindrata[1].
- Gran Turismo: suddivise in categorie in base alla cilindrata.
- Turismo: suddivise in categorie in base alla cilindrata.

Punteggi
Vengono assegnati punti solo alla vettura meglio classificata per ogni costruttore. Al primo costruttore classificato vengono attribuiti 8 punti, 6 al secondo, 4 al terzo, 3 al quarto, 2 al quinto, 1 al sesto. Per la classifica finale vengono conteggiati solo i migliori quattro risultati. Le vetture turismo e gran turismo non ottengono punti.

## Costruttori
- Alfa Romeo
- Allard
- Aston Martin
- Austin-Healey
- Cunningham
- DB
- Ferrari
- Fiat
- Frazer Nash
- Gordini
- Jaguar

- Lancia
- Maserati
- MG
- OSCA
- Peugeot
- Porsche
- Renault
- SIATA
- Stanguellini
- Triumph
- Volkswagen

## Resoconto

Ascari al volante della Lancia D24

In questa seconda edizione del Mondiale le prove vengono ridotte a quattro. Tre gare si svolgono in America, 1000 km di Buenos Aires, 12 Ore di Sebring, Carrera Panamericana, e tre in Europa, Mille Miglia, 24 Ore di Le Mans, Tourist Trophy.
Il Campionato viene monopolizzato dai costruttori italiani. Delle sei prove disputate, quattro vedono trionfare la Ferrari mentre Lancia e OSCA vincono le altre due. I quattro costruttori italiani che partecipano al Campionato si piazzano nei primi cinque posti della classifica finale: al primo posto la Ferrari per il secondo anno consecutiva che precede Lancia, Jaguar, OSCA e Maserati.

## Risultati
| Nº | Data          | Gara                    | Costruttore | Vettura    | Categoria | Piloti                                    | Resoconto |
| -- | ------------- | ----------------------- | ----------- | ---------- | --------- | ----------------------------------------- | --------- |
| 1  | 24 gennaio    | 1000 km di Buenos Aires | Ferrari     | 375 Plus   | Sport     | Nino Farina-Umberto Maglioli              | Resoconto |
| 2  | 7 marzo       | 12 Ore di Sebring       | OSCA        | MT4        | Sport     | Stirling Moss-Bill Lloyd                  | Resoconto |
| 3  | 2 maggio      | Mille Miglia            | Lancia      | Lancia D24 | Sport     | Alberto Ascari                            | Resoconto |
| 4  | 12- 13 giugno | 24 Ore di Le Mans       | Ferrari     | 375 Plus   | Sport     | José Froilán González-Maurice Trintignant | Resoconto |
| 5  | 11 settembre  | Tourist Trophy          | Ferrari     | 750 Monza  | Sport     | Maurice Trintignant-Mike Hawthorn         | Resoconto |
| 6  | 23 novembre   | Carrera Panamericana    | Ferrari     | 375 Plus   | Sport     | Umberto Maglioli                          | Resoconto |

## Classifica
| Pos | Costruttore   | Pr 1 | Pr 2 | Pr 3 | Pr 4 | Pr 5 | Pr 6 | Totale |
| --- | ------------- | ---- | ---- | ---- | ---- | ---- | ---- | ------ |
| 1   | Ferrari       | 8    |      | (6)  | 8    | 8    | 8    | 32     |
| 2   | Lancia        |      | 6    | 8    |      | 6    |      | 20     |
| 3   | Jaguar        | 3    |      |      | 6    | 1    |      | 10     |
| 4   | OSCA          |      | 8    |      |      |      |      | 8      |
| 5   | Maserati      | 1    |      | 4    |      | 2    |      | 7      |
| 6   | Porsche       |      |      | 1    |      |      | 4    | 5      |
| 7   | Cunningham    |      |      |      | 4    |      |      | 4      |
| 7   | Austin-Healey |      | 4    |      |      |      |      | 4      |
| 7   | Aston Martin  | 4    |      |      |      |      |      | 4      |
| 10  | HWM           |      |      |      |      | 3    |      | 3      |
| 11  | Kieft         |      | 1    |      |      |      |      | 1      |
| 11  | Gordini       |      |      |      | 1    |      |      | 1      |